# James McLane
James Price McLane (* 13. September 1930 in Pittsburgh, Pennsylvania; † 13. Dezember 2020 in Ipswich, Massachusetts) war ein US-amerikanischer Schwimmer.
Insgesamt wurde er in seiner Karriere dreimal Olympiasieger. Im Alter von 17 Jahren gewann er bei den Olympischen Spielen 1948 in London die Goldmedaille über 1500 m Freistil und mit der 4 × 200-m-Freistilstaffel. Außerdem holte er noch Silber über 400 m Freistil. Vier Jahre später bei den Olympischen Spielen 1952 in Helsinki wurde er nochmals mit der 4 × 200-m-Freistilstaffel Olympiasieger.
McLane besuchte die Phillips Academy und die Yale University. Nach seinem Abschluss in Yale diente er bei der United States Army zwei Jahre lang während des Korea-Konflikts. 1970 wurde er in die International Swimming Hall of Fame aufgenommen.